# Bassidji
Pour plus de détails, voir Fiche technique et Distribution.
Bassidji est un  documentaire franco-suisse, réalisé par Mehran Tamadon en 2009. Il propose un regard sur les militants bassidj, soutiens de la République islamique d'Iran.

## Synopsis
Pour comprendre ce qui les animent, un réalisateur iranien interroge des militants bassidj et les suit dans leur quotidien. Malgré les différences culturelles, un dialogue se noue.

## Fiche technique
- Titre original : Bassidji
- Réalisation : Mehran Tamadon
- Production : Catherine Dussart (CDP, France), Franck Hulliard (Interland, France), Elena Tatti et Thierry Spicher (Box Productions, Suisse) et Mehran Tamadon (Iran)
- Distribution :  France - Aloest Distribution,  Suisse - Outside the Box
- Date de sortie :  France - 20 octobre 2010,  Suisse - 14 octobre 2009
- Image : Madjid Gorjian
- Montage : Andrée Davanture et Rodolphe Molla
- Mixage son : Jérôme Cuendet
- Pays d'origine :  France,  Suisse,  Iran
- Format : couleur - 35 mm - Format HD
- Langue : persan
- Genre : documentaire
- Durée : 114 minutes

## Vie du film
Le film a été sélectionné et primé dans plusieurs festivals de films, notamment en Europe.
- Festival de Nyon - Visions du réel 2009 (Suisse),
- Festival International de Bratislava 2009 (Slovaquie),
- États généraux du film documentaire, Lussas (2009)
- Le Festival des trois continents
- Festival dei Popoli (2009, Florence)
- Doclisboa (2009, Lisbon)
- Festival International du film de Copenhague 2009 (Danemark),
- Festival international du film de Toronto 2009 (Canada),
- Grand prix du Festival international du film documentaire de Jihlava 2009 (République tchèque),
- Festival Résistances 2010 (France).

## Réception critique
Olivier Bertrand, journaliste à Libération remarque que les bassidjis filmés « gardent une conscience aiguë de la caméra et du spectateur (occidental) » et que le réalisateur, Mehran Tamadon joue de sa naïveté d'étranger pour « poser des questions déroutantes ».
Pour Nicolas Azalbert, dans les Cahiers du cinéma, « le film ménage une proximité inédite entre les parties adverses, où les désaccords et les oppositions les plus insurmontables peuvent subsister (et c'est heureux ; le film ne cherche pas à dénoncer, ni à convaincre, mais à comprendre) ».